# Parti radical valoisien
De Parti Radical (Valoisien) was de oudste politieke partij van Frankrijk. Ze was de officiële opvolger van de Parti Radical na de splitsing in 1971. De partij werd als centristisch, radicaal en republikeins omschreven worden. Op 14 december 2017 fuseerde de partij met de Parti Radical de Gauche tot de Mouvement radical, social et libéral.

## Programma
- de school aanpassen aan de moderne wereld en ondersteuning bieden voor leerlingen die moeilijkheden ondervinden
- de sociale dialoog herlanceren
- een fiscale hervorming
- veiligheid voor de burger
- een Europese burgerij en een federatie van Europese Naties